# TACAM R-2
De TACAM R-2 was een Roemeense tankjager uit de Tweede Wereldoorlog. De romp was van de lichte tank R-2 en daarop was een 76,2mm-antitankkanon uit de Sovjet-Unie geplaatst.

## Voorgeschiedenis
In de Tweede Wereldoorlog vonden veel verouderde tanks een tweede bestemming. Ook in Roemenië was dit het geval. Roemenië was een neutraal land toen Duitsland en Rusland in 1939 Polen binnenvielen. Vanwege binnenlandse en buitenlandse redenen sloot Roemenië zich in november 1940 aan bij de As-mogendheden. Geen ander land dan Duitsland had meer soldaten aan het oostfront dan Roemenië. Ook was het bondgenootschap van belang voor Duitsland vanwege de olie. Het Roemeense leger was echter slecht voorbereid op een oorlog en veel materieel was verouderd.  Op 22 juni 1941 had Roemenië slechts 276 tanks, waaronder 126 R-2's en 75 sterk verouderde Renault FT's. In 1942 had de Roemeense 1e Divisie, de enige grote pantsereenheid, al haar materieel verloren. Dit vooral omdat het Roemeense leger vastzat bij Stalingrad. Er was slechts één tank over. De reserve bestond slechts uit 40 R-2's.
Aan het einde van 1942 had het Roemeense leger veel te weinig vuurkracht om iets te kunnen uitrichten tegen de Russische T-34 en de IS-2 tanks. Er werden verschillende projecten op touw gezet om de grondtroepen te versterken. Men kon niet erop vertrouwen dat Duitsland voertuigen voor Roemenië zou bouwen, omdat De Duitsers die zelf hard nodig hadden. Roemenië zag de succesvolle Marder-serie van de Duitsers. Toen kwamen de Roemenen tot de beslissing dat zij ook een vergelijkbaar project gingen opzetten.

## Ontwerp
In 1943 beval de minister van Oorlog, generaal Constantin Pantazi de productie van het prototype met de naam 'Tun Anticar cu Afet Mobil R-2' oftewel TACAM R-2. Het team dat met het project bezig was, werd geleid door luitenant-kolonel Constantin Ghiulai. Het testvoertuig werd gebouwd door Leonida Werken in Boekarest, tussen juli en september 1943. Het team vond het voertuig eigenlijk te hoog, maar dankzij het kanon werd het toch goedgekeurd. Tussen februari en juni 1944 werden er twintig R-2's omgebouwd tot de TACAM R-2. De TACAM R-2 maakte gebruik van het chassis van de Roemeense R-2. Hierop werd eerst een M1936 AT-kanon (F-22) uit de Sovjet-Unie geplaatst, maar net voordat ze naar het front zouden gaan, werd er besloten om een 76,2 mm ZiS 3-AT-kanon uit de Sovjet-Unie op de romp te installeren. Dit nam extra tijd in beslag. Munitie voor dit kanon was er genoeg, omdat in het interbellum Roemenië een wapendepot van Rusland beheerde. In juli werden zeven stuks getest in Dadilov. Vuurproeven tegen een buitgemaakte T-34 lieten zien dat het kanon effectief was binnen een bereik van 500 meter als er gebruik werd gemaakt van Costinescu pantsergranaten. Op 22 juli 1944 werd de productie van de TACAM gestaakt door het opperbevel van de gemechaniseerde troepen. Het kanon bleek namelijk ineffectief tegen zwaardere tanks zoals de IS en IS-2. Ten minste twee voertuigen werden bewapend met een Roemeens Reşiţa Model 1943-antitankkanon of een Duits 88mm-kanon.

## Conversie

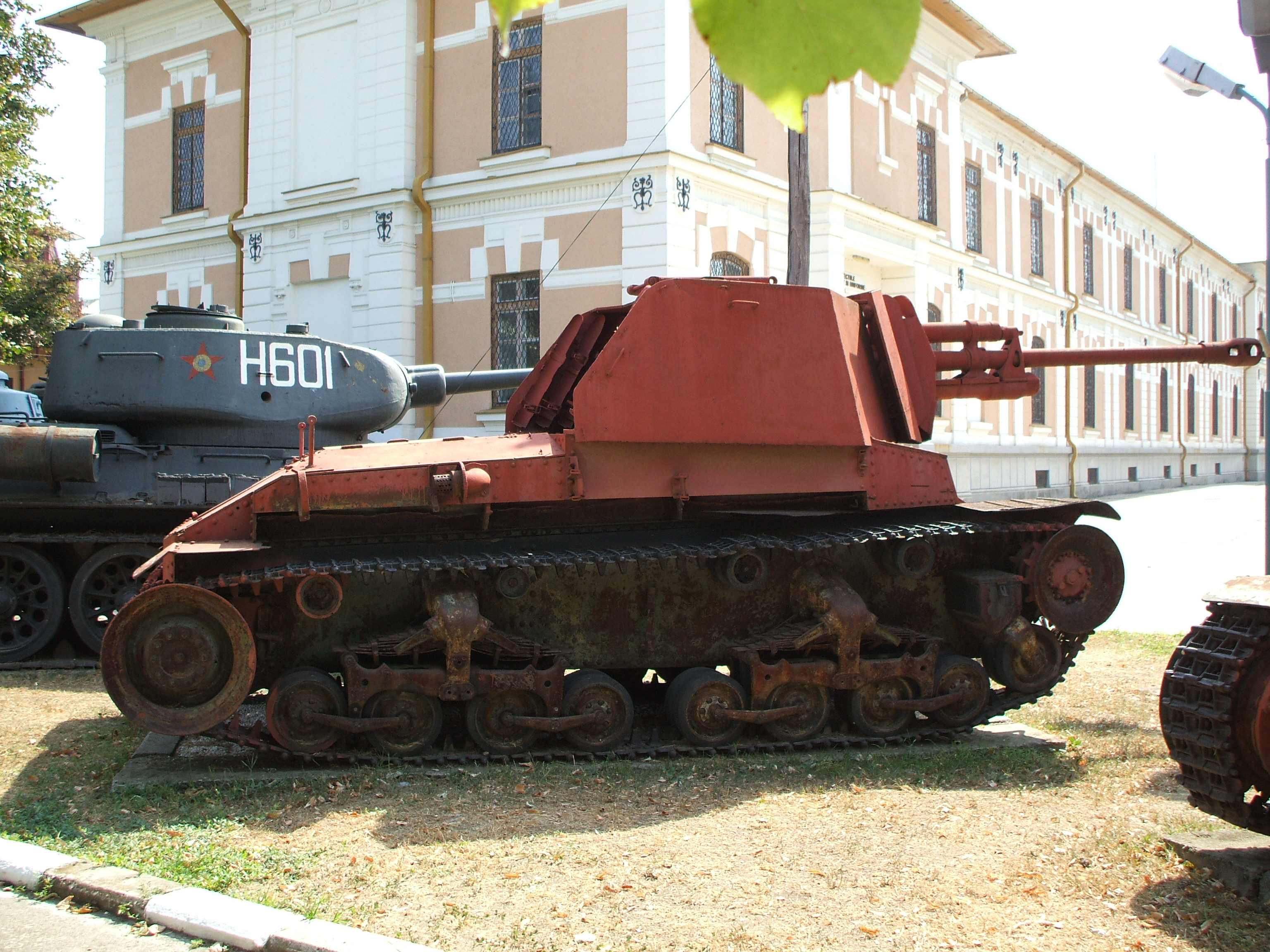
Het type van de zijkant bezien

De R-2 had officieel de naam 'Lekhy Tank vzor 35'. Dit was een Tsjecho-Slowaakse tank en is beter bekend als de Lt.vz. 35 of later in Duits gebruik als de Pz.Kpfw. 35(t). De R-2 was al in 1936 door Roemenië aangeschaft. De R-2 was een compacte tank. De tank had wel verscheidene kinderziektes, maar het was ondanks dat een competente tank. Ook waren er nog genoeg van deze tanks te verkrijgen voor het Roemeense leger. Het kanon waar Roemenië veel over beschikte was het Russische 76,2 mm ZiS 3-AT-kanon. Dit was een goed en effectief kanon voor die tijd.
Voor de conversie werd eerst de koepel van de R-2 verwijderd. Er werd een platform op de romp geplaatst. Op dit platform werd het kanon gemonteerd. De bemanning werd beschermd door een driezijdig gevechtscompartiment met een open achterkant. De motor bleef de Skoda 4-cilinder, een watergekoelde T11/10 motor met 125 pk (93 kW). Met deze motor kon er een snelheid bereikt worden van 32 km/u op de weg en 15 km/u op oneffen terrein. De tankjager had een maximaal bereik van 160 kilometer. De bemanning van drie personen werd beschermd door maximaal 25 mm bepantsering. Er kon nog een 7,92mm ZB-53-mitrailleur op de tankjager gemonteerd worden voor extra verdediging.

## Operationele geschiedenis
Tien stuks werden ingedeeld bij de 63e TACAM compagnie in juli 1944 voor training samen met de 1e pantser training divisie. De TACAM R-2 kreeg de vuurdoop in september 1944, maar niet tegen Russische troepen. In augustus 1944 had Roemenië zich namelijk losgekoppeld van de As-mogendheden en sloot zich bij de geallieerden aan. Daarom werd De TACAM R-2 ingezet tegen Duitse en Hongaarse troepen. Een compagnie van 12, het “Niculescu” detachment, werd geplaatst in Transylvania om een aanval vanuit Hongarije op te vangen. Aan het eind van september werd dit aangevuld tot 16 stuks. De groep werd hernoemd tot Ad-Hoc pantsergroep op 29 september. De Duitse aanval vanuit Hongarije werd met succes afgeslagen. Hierna werden twaalf stuks toegewezen aan het 2e tank regiment. Deze werden ingezet in onder andere Tsjecho-Slowakije. Op twee na werden uiteindelijk alle overgebleven eenheden door de Russen in beslag genomen in ruil voor Duitse tanks. Een van deze werd vernietigd voor april 1945. Het andere exemplaar overleefde en staat nu in het Nationaal militair museum van Roemenië in Boekarest.